# Mémorial Gilbert Letêcheur
Le Mémorial Gilbert Letêcheur est une course cycliste belge créée en 2010 et disputée au mois de juillet. Elle est inscrite au calendrier de la Coupe de Belgique pour espoirs et élites sans contrat.
Auparavant organisée autour de Rochefort (province de Namur), le directeur de l'épreuve Robert Bay décide de déplacer la course dans la province de Luxembourg en 2016. 

## Palmarès
| Année | Vainqueur          | Deuxième                 | Troisième            |
| ----- | ------------------ | ------------------------ | -------------------- |
| 2010  | Jérôme Giaux       | Klaas Sys                | Frederic Verkinderen |
| 2011  | Floris Smeyers     | Sean De Bie              | Tom Van Asbroeck     |
| 2012  | Gregory Franckaert | Dennis Coenen            | Floris Smeyers       |
| 2013  | Dennis Coenen      | Dimitri Peyskens         | Tiesj Benoot         |
| 2014  | Quincy Vens        | Emiel Wastyn             | David Motte          |
| 2015  | Gianni Marchand    | Niels Tooth              | Nícolas Sessler      |
| 2016  | Niels Tooth        | Alexander De Keersmaeker | Thimo Willems        |
| 2017  | Bjorn De Decker    | Niels Heyns              | Jeroen Vercammen     |
| 2018  | Jeroen Vercammen   | Brent Van Tilborgh       | Misch Leyder         |
| 2019  | Stijn Siemons      | Tom Vermeer              | Sander Elen          |